# Sofía Castro Romero
María Sofía del Perpetuo Socorro Castro Romero (Mérida, Yucatán, 12 de octubre de 1951) es una empresaria y política mexicana, miembro del Movimiento Regeneración Nacional. Fue Diputada federal del Congreso de la Unión por el distrito 3 de Yucatán de 2006-2009 y diputada local plurinominal de 2012-2015. Desde el 1 de septiembre de 2018 es regidora del Ayuntamiento de Mérida. 

## Biografía y educación
Nació y creció en la ciudad de Mérida Yucatán, es la segunda hija de nueve hermanos y su familia ha sido reconocida en la Industria de la Construcción. En 1970 tras terminar sus estudios de preparatoria se muda a la Ciudad de México para realizar la carrera en Psicología en la UNAM. Más tarde, seguiría su preparación académica realizando maestrías en Mercadotecnia, Administración Pública y Comunicación Política.

## Trayectoria política
En 2002 ingresó a la secretaría de Promoción Política de la Mujer como parte del Comité Directivo Municipal de Mérida.
En 2006 participó por primera vez como candidata a diputada federal, obteniendo el triunfo. Posteriormente, ocupó varios cargos en el Gobierno Federal como la Comisión para Prevenir y Erradicar la Violencia Contra las Mujeres (CONAVIM) creada en febrero del 2009, En 2011 participó en la elección interna del candidato a gobernador del Partido Acción Nacional para las elecciones estatales de Yucatán de 2012, perdiendolas frente a Joaquín Díaz Mena. De 2012 a 2015 fue diputada local y coordinadora del grupo parlamentario del PAN cuando concluyó su periodo como diputada local en 2015, decide renunciar a su partido. Después de su renuncia, se dedicó en su mayoría a la iniciativa privada como propietaria y administradora del Restaurant Vivamus, además de la consultoría en mercadotecnia y administración pública. En noviembre de 2017, Sofía Castro anunció sus aspiraciones como candidata independiente para la gubernatura del estado de Yucatán. En 2018, fue elegida regidora de representación proporcional de Mérida emanada del partido Morena.